# 陳起禮
陳起禮（？—？），湖南郴州人，清朝政治人物。
道光二十四年，署任廣東廣州府永安縣知縣（現紫金縣知縣）。后由彭壽山接任。